# Relations entre les Tuvalu et l'Union européenne
Les relations entre les Tuvalu et l’Union européenne reposent principalement sur les accords ACP. L'Union a octroyé 5 millions d'euros aux Tuvalu pour la période 2008-2013 au titre du 10e Fonds européen de développement.

## Sources

## Compléments